# Cantón de Sotteville-lès-Rouen-Este
El cantón de Sotteville-lès-Rouen-Este era una división administrativa francesa, que estaba situada en el departamento de Sena Marítimo y la región de Alta Normandía.

## Composición
El cantón estaba formado por una fracción de una comuna ,más una fracción de la comuna que le daba su nombre:
- Saint-Étienne-du-Rouvray (fracción)
- Sotteville-lès-Rouen (fracción)

## Supresión del cantón de Sotteville-lès-Rouen-Este
En aplicación del Decreto n.º 2014-266 de 27 de febrero de 2014, el cantón de Sotteville-lès-Rouen-Este fue suprimido el 22 de marzo de 2015 y la fracción de la comuna que le daba su nombre se unió con la otra fracción para que, por medio de una reestructuración cantonal, dicha comuna fuera dividida en dos fracciones que pasaron a formar parte de los nuevos cantones de Le Petit-Quevilly y Sotteville-lès-Rouen, y la otra comuna, a su vez, se unió a su otra fracción para que, por medio de otra reestructuración comunal, fuera dividida en dos fracciones que pasaron a formar parte de los nuevos cantones de Saint-Étienne-du-Rouvray y Sotteville-lès-Rouen.